# Piccadilly Circus

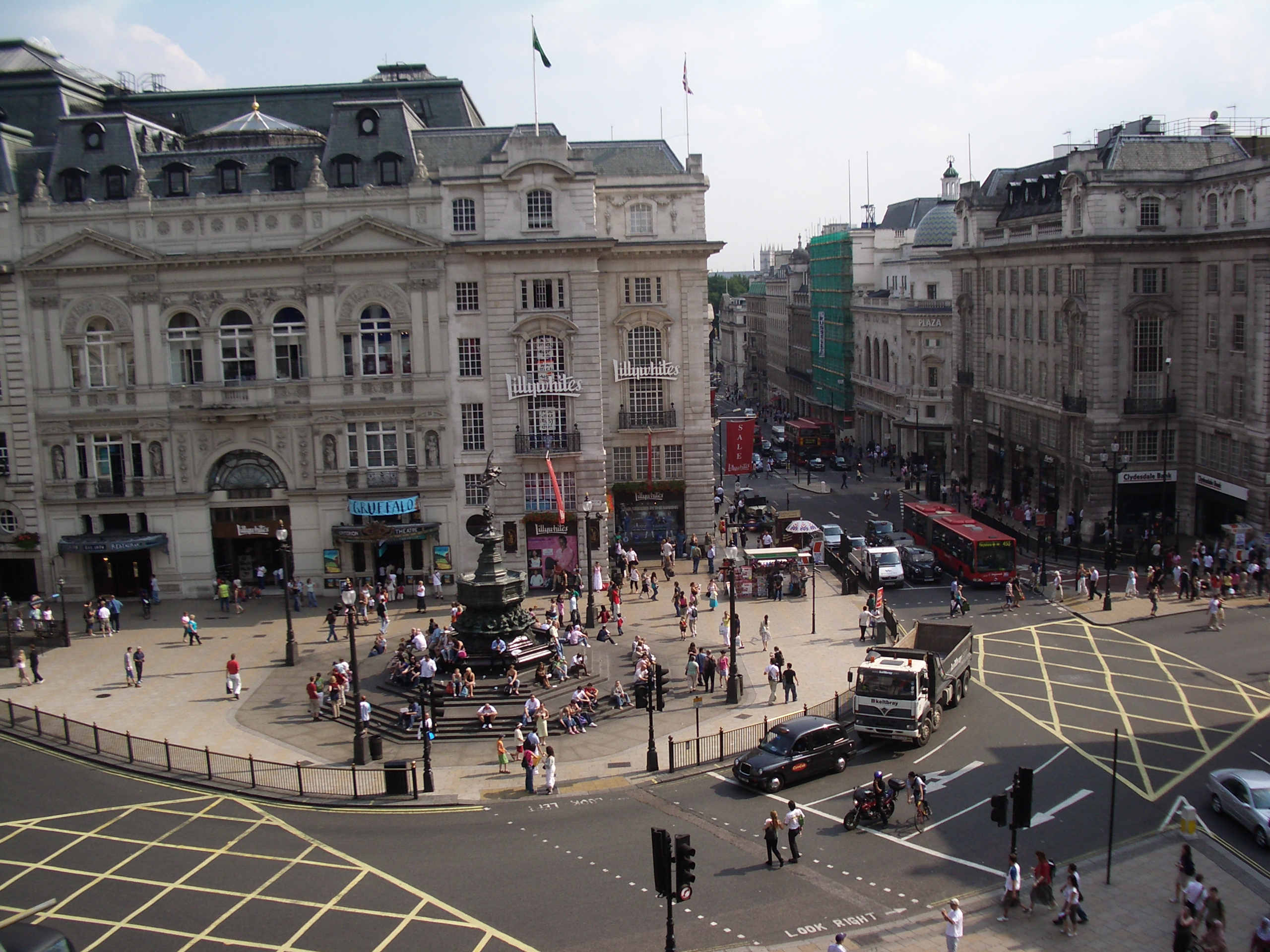
A Piccadilly Circus a magasból

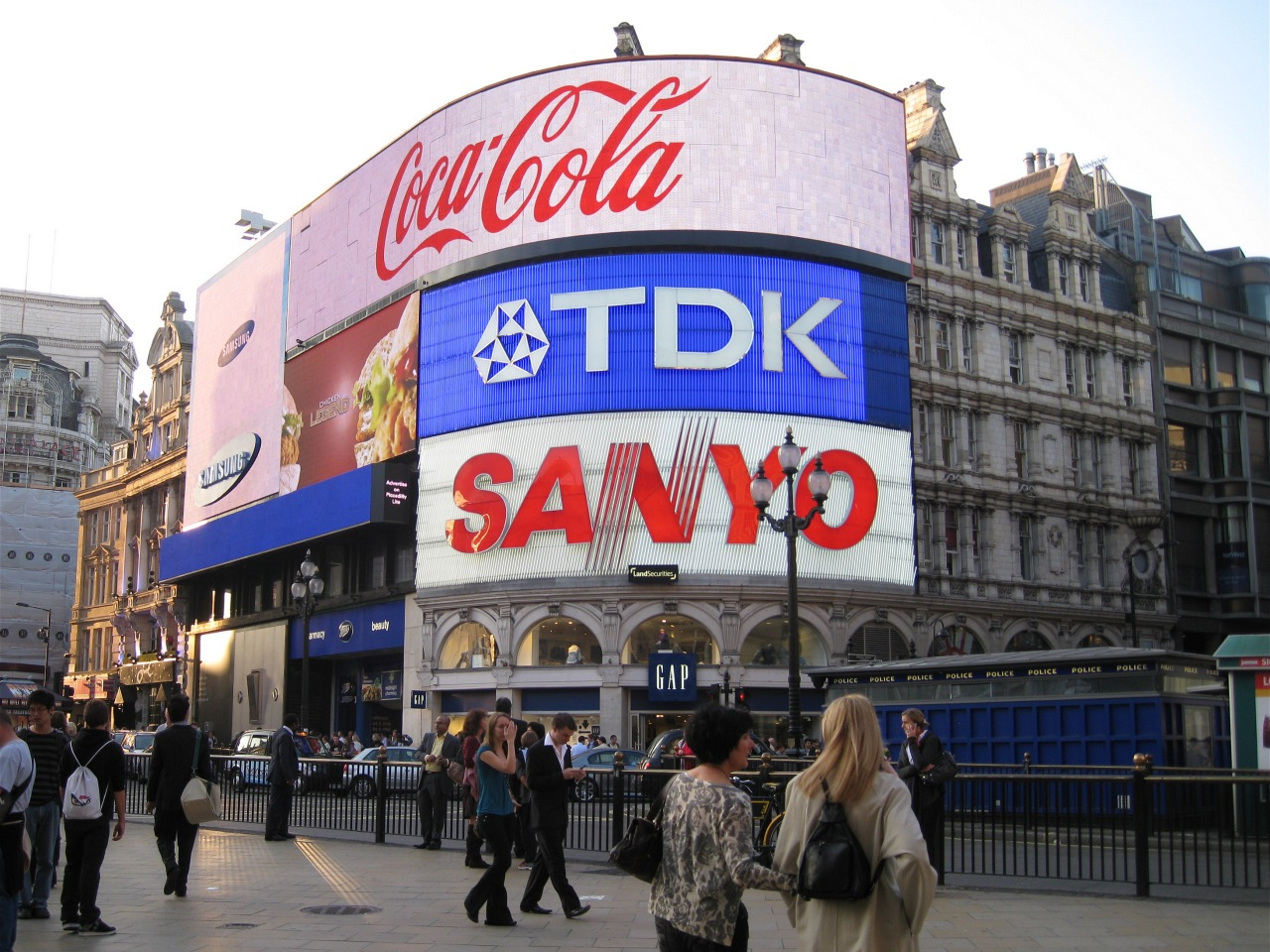
Fényreklámok az északi épület falán

A Piccadilly Circus London egyik híres tere, útkereszteződése. Westminster városrész West End kerületének központja. 1819-ben épült, összekötve a Regent Streetet a forgalmas Piccadilly bevásárlóúttal.
A tér ma London egyik fő látványossága. A Shaftesbury Avenuet, a Haymarketet, a Conevtry Streetet (a Leicester Square felé), illetve a Glasshouse Streetet kapcsolja össze. A körtér közelében találhatóak a West End legforgalmasabb bevásárló és szórakkoztató negyedei. A hatalmas forgalom hatására turistalátványosság lett a térből.
A Piccadilly Circus fő jellegzetességei az óriási kijelzők, videós reklámfelületek a tér északi felén elhelyezkedő sarokház falán. A látnivalók közé tartozik a tér közepén álló, alumíniumból készült szobor, mely egy íjászt (Eros) ábrázol. A teret több híres épület övezi, köztük a London Pavilion, valamint a Criterion Theatre. A londoni metró Piccadilly Circus nevű állomása közvetlenül a tér alatt fekszik.

## Fordítás
Ez a szócikk részben vagy egészben  a   Piccadilly Circus című angol Wikipédia-szócikk fordításán alapul.  Az eredeti cikk szerkesztőit annak laptörténete sorolja fel. Ez a jelzés csupán a megfogalmazás eredetét és a szerzői jogokat jelzi, nem szolgál a cikkben szereplő információk forrásmegjelöléseként.

## Külső hivatkozások
- A Piccadilly Circus a London Kalauz weboldalán (magyarul)